# Anastasios
Anastasios (Ἀναστάσιος) er et græsk drengenavn, der er afledt af ἀνάστασις (anástasis), som betyder "genopstandelse". Navnet blev båret af adskillige kristne martyrer og helgener i den tidlige kristne periode. Den feminine udgave er Anastasia.
Varianter af navnet er Anastasius og Anastasio (spansk form). Det er ret sjældent i Danmark, hvor blot 30 bar en af navneformerne per 1. januar 2020.

## Kendte personer med navnet
- Anastasius 1., pave.
- Anastasius 2., pave.
- Anastasius 3., pave.
- Anastasio Somoza Debayle, nicaraguansk præsident.